# Kathryn Janeway
Pour les articles homonymes, voir Janeway.
Kathryn Janeway est un personnage fictif de l'univers de Star Trek incarné par Kate Mulgrew. Dans Star Trek : Voyager (quatrième série de la franchise), elle commande le navire spatial du même nom (le vaisseau USS Voyager), perdu à plus de 75 000 années-lumière de la Terre au sein du Quadrant Delta. Elle devient ainsi la première femme parmi les capitaines des différentes séries. Elle est également présente dans la série d'animation Star Trek: Prodigy.

## Biographie

### Jeunesse et vie privée
Kathryn Janeway est née le 20 mai 2332 sur Terre, dans l'Indiana. Elle y a grandi en compagnie de son père, l'amiral de Starfleet Edward Janeway, de sa mère Gretchen et de sa sœur Phoebe.
En 2358, sur la planète Tau Ceti Prime, l'appareil de l'amiral Janeway (avec à son bord Kathryn Janeway et son compagnon le lieutenant Justin Tighe) s'écrase à la suite d'un incident technique. Dans ce crash périssent à la fois l'amiral (†) et le lieutenant Tighe (†).
De retour sur Terre, quelques années plus tard, elle est sentimentalement attachée à un certain Mark jusqu'à ce qu'elle soit envoyée en mission dans la région de l'espace surnommée les « Badlands ». Après la disparition (officiellement confirmée par Starfleet) du Voyager dans le Quadrant Delta, Mark, pensant que Kathryn est morte, reconstruit néanmoins sa vie avec une autre femme.
À bord du vaisseau Voyager, les sentiments que le commandeur Chakotay a fini par inspirer à Janeway sont, quant à eux, mis de côté afin de privilégier son rôle de capitaine.

### Loisirs
Ses passe-temps holographiques favoris sont l'Angleterre du XIXe siècle et l'atelier de Léonard de Vinci.

### Carrière
Diplômée de Starfleet Academy comme officier scientifique, elle obtient sa première affectation comme officier scientifique junior à bord de l'USS Icarus. Plus tard elle devient officier scientifique à bord de l'USS Al-Batani et fait alors la rencontre du futur amiral Owen Paris (père du lieutenant Tom Paris) qui commande alors l'USS Al-Batani.
Elle obtient le grade de capitaine en 2365 et prend le commandement de l'USS Billings, c'est à ce moment-là qu'elle fait la rencontre de Tuvok qui deviendra un ami proche et qui la suivra en 2371 lorsque Janeway devient capitaine de l'USS Voyager dont elle multiplie les prouesses tactiques, technologiques et diplomatiques tout en servant les intérêts de Starfleet qui lui valent, à son retour sur terre, la promotion au grade d'Amirale.
Elle ramène Voyager, vaisseau déclaré avec son équipage définitivement perdu par Starfleet, dans le Quadrant Delta après sept ans de voyage, avec l'aide de son double venu du futur.
En l'an 2383, un hologramme à son image est présent à bord de l'USS Protostar.
Enfin, devenue Amirale, elle intervient dans les affaires romuliennes lors de la prise du pouvoir du rémien Shinzon, en envoyant le capitaine Jean-Luc Picard sur Romulus.